# جی برازائو
جی برازائو (به انگلیسی: Jay Brazeau) (زاده ۲۲ دسامبر ۱۹۵۳) بازیگر کانادایی است.
از فیلم‌های معروف او می‌توان به بازی در فیلم مخاطره مضاعف، بهتر از شکلات، تاثیرات شخصی، آشفتگی ۲ و کوین شمال اشاره کرد.